# Tân Thành, Thành phố Hồ Chí Minh
Tân Thành là một phường thuộc Thành phố Hồ Chí Minh, Việt Nam. Đây là một trong 168 phường, xã và đặc khu mới ở Thành phố Hồ Chí Minh sau đợt sắp xếp vào năm 2025.

## Địa lý
Phường Tân Thành giáp với phường Phú Mỹ (tây nam), xã Châu Pha (phía nam), xã Ngãi Giao (đông nam), xã Kim Long (phía đông), xã Châu Đức (phía bắc) và tỉnh Đồng Nai (phía bắc).
Theo Công văn số 2896/BNV-CQĐP ngày 27 tháng 5 năm 2025 của Bộ Nội vụ, phường Tân Thành sau sắp xếp có diện tích 61,63 km², dân số năm 2024 là 33.943 người, mật độ dân số đạt 551 người/km² (số liệu thống kê tính đến ngày 31/12/2024 theo quy định tại Điều 6 Nghị quyết số 76/2025/UBTVQH15 ngày 14 tháng 4 năm 2025 của Ủy ban Thường vụ Quốc hội).

## Lịch sử
Ngày 16 tháng 6 năm 2025, Ủy ban Thường vụ Quốc hội ban hành Nghị quyết số 1685/NQ-UBTVQH15 về việc sắp xếp các đơn vị hành chính cấp xã của Thành phố Hồ Chí Minh năm 2025. Theo đó, sắp xếp toàn bộ diện tích tự nhiên, quy mô dân số của phường Hắc Dịch và xã Sông Xoài thành phường mới có tên gọi là phường Tân Thành (khoản 112 Điều 1).
Như vậy, phường Tân Thành (mới) được hình thành trên cơ sở toàn bộ phường Hắc Dịch và xã Sông Xoài thuộc TP. Phú Mỹ, tỉnh Bà Rịa - Vũng Tàu trước đây.